# De erfenis van Rataplan
De erfenis van Rataplan (L'Héritage de Rantanplan) is het tweeënveertigste album in de Lucky Luke-stripreeks. Het is geschreven door René Goscinny en getekend door Maurice de Bevere (Morris) in 1973. Het album is uitgegeven door Dargaud en het is het elfde album in de Dargaud-reeks.

## Inhoud
De miljonair Oggie Svenson is overleden. Al zijn bezit laat hij na aan de hond, Rataplan. Mocht Rataplan overlijden, dan krijgt Joe Dalton al zijn bezit. Als Joe hiervan hoort, is hij vastbesloten Rataplan te vermoorden. Terwijl Rataplan kennismaakt met zijn nieuwe luxe leventje (onder toezicht van Lucky Luke), ontsnappen de Daltons uit de gevangenis. Ze gaan naar Virginia City, de stad die Svenson voor een groot deel bezat. Daar weten ze een grote Chinese sekte, afkomstig uit de Chinese Wijk van Virginia City, achter zich te scharen. Svenson bezat bijna de hele Chinese wijk en liet de Chinezen veel huur betalen. Joe belooft de huur te verlagen, als de wijk van hem wordt. Daarom wordt het voor Lucky Luke een stuk moeilijker om de Daltons te arresteren en zo Rataplan te beschermen.
De Daltons beginnen de hond intussen te zoeken. Rataplan ziet Joe als zijn baas en hij gaat voortdurend naar hem op zoek. Rataplan verlaat hierbij Virginia City, waardoor de stad van Joe dreigt te worden. Rataplan wordt echter op tijd teruggebracht door een goudzoeker. Als Joe Rataplan ziet, wil hij hem doden, maar hij wordt tegengehouden en ingerekend door Lucky Luke.
Dan arriveert Oggie Svenson in Virginia City. Svenson was afgeschreven door de doktoren en verstuurde daarom zijn testament alvast naar de notaris. Svenson kwam er echter weer bovenop en keerde terug naar zijn stad. Zowel Rataplan als Joe raken nu de erfenis kwijt. De Chinezen besluiten zich daarom over te geven. De Daltons en Rataplan gaan weer terug naar de gevangenis. En Lucky Luke reist weer verder.